# 北朝鮮革命運動
北朝鮮革命運動（きたちょうせんかくめいうんどう）は、千里馬民間防衛（英: Chollima civil defence、現在の自由朝鮮）が、2019年3月1日にウェブサイトで「自由朝鮮のための宣言文」を発表したことにより始まった運動。

## 自由朝鮮発足までの動き
2019年2月27日 - 2月28日にかけて行われた第二次米朝首脳会談にて、共同声明の合意が行われずに、首脳会談が終了した。それにより北朝鮮内で不満が勃発。それに伴い、脱北者支援団体の千里馬民間防衛が3月1日にウェブサイトにて、「自由朝鮮のための宣言文」を発表。朝鮮自由国の臨時政府を発足させたことを表明した。

## 自由朝鮮のための宣言文
（宣言前文 省略）
吾等ハ玆ニ奮起セリ 良心ハ我ト同存シ 眞理ハ我ト併進ス 男女老少陰鬱ナル古巢ヨリ活潑ニ起來シテ萬彙群衆ト共ニ欣快ナル復活ヲ成遂セントス 千百世祖ハ吾等ヲ陰佑シ全世界ノ氣運ハ吾等ヲ外護ス著手ハ卽チ成功ナリ 只前頭ノ光明ニ向ツテ併進スルノミト云爾
自由朝鮮の建立を宣言する。この臨時政府は、人権と人道主義を尊重する国家を建設するための根幹を立て、すべての女性と男性、児童の尊貴で明確な尊厳を尊重する。
この政府が北朝鮮の人民を代表する唯一の正当な組織であることを宣言する。
過去数十年間、人道主義に反する莫大な罪を犯した北朝鮮の権力に抗うべく立ち上がる。人類の精神の巨大な汚点である非道な権力を撤廃すべく身を捧げる。
（中略）
この体制を正当化し、維持しようとする者どもよ、歴史は、選択が与えられたときにあなたがどの側に立っていたか記憶するだろう。
（中略）
愛する子どもたちが、さらに一世代も暗黒の中で生まれることを許さないだろう。朝鮮は自由でなければならず、自由になるだろう。立ち上がれ！立ち上がれ、奴隷になることを望まぬ人々よ！
恨（ハン）に満ちた歴史の輪を断ち切り、そこから新しい時代を宣言し、新らたな朝鮮のための道を準備する。だからこそ、わが民族の真の情で交わる、より公正で平等な社会を建設する目的と革命の誕生を宣言する。
自由朝鮮のために！
という宣言文をウェブサイトで公開している。

## 革命について
現時点では、北朝鮮国内にて、革命は起きていない。しかし、スペインの北朝鮮大使館のコンピューターやデータが盗まれるなど、外国ではすでに動きが見える。
なお、宣言文は、韓国の三・一運動がおこったとされる場所で読まれている。
おそらく、今後数年しないうちに北朝鮮国内で革命運動や、国内反乱などの暴動が起こるとみられるが、現在のところは確認できていない。

### 革命宣言に至った背景
アメリカが北朝鮮との共同声明文書に署名せず、合意せずに終わったことで、北朝鮮国内で金正恩委員長への好感度が激減。経済制裁の解除もされていないことから、国民の不満が勃発。
このタイミングを狙って（ほかにも、三・一運動から、100年ちょうど経っているというのもある）宣言文を出したとみられる。

## 団体について
一時期は、千里馬民間防衛は存在してない団体あるいは、この動画を広めるためだけのウェブサイトではないかという見解もあったが、今回の宣言文により確実に存在している団体と言える。
もしこのまま、革命が起きて、臨時政府側によって革命が成功した場合、朝鮮民主主義人民共和国（現：北朝鮮）が崩壊して、今後自由朝鮮国（現：自由朝鮮臨時政府）が正式に建立された場合、千里馬民間防衛は実際に存在していたと言えるであろう。